# Cladosporium jacarandicola
Cladosporium jacarandicola är en svampart som beskrevs av K. Schub., U. Braun & C.F. Hill 2004. Cladosporium jacarandicola ingår i släktet Cladosporium och familjen Davidiellaceae.   Inga underarter finns listade i Catalogue of Life.